# Petra Zais

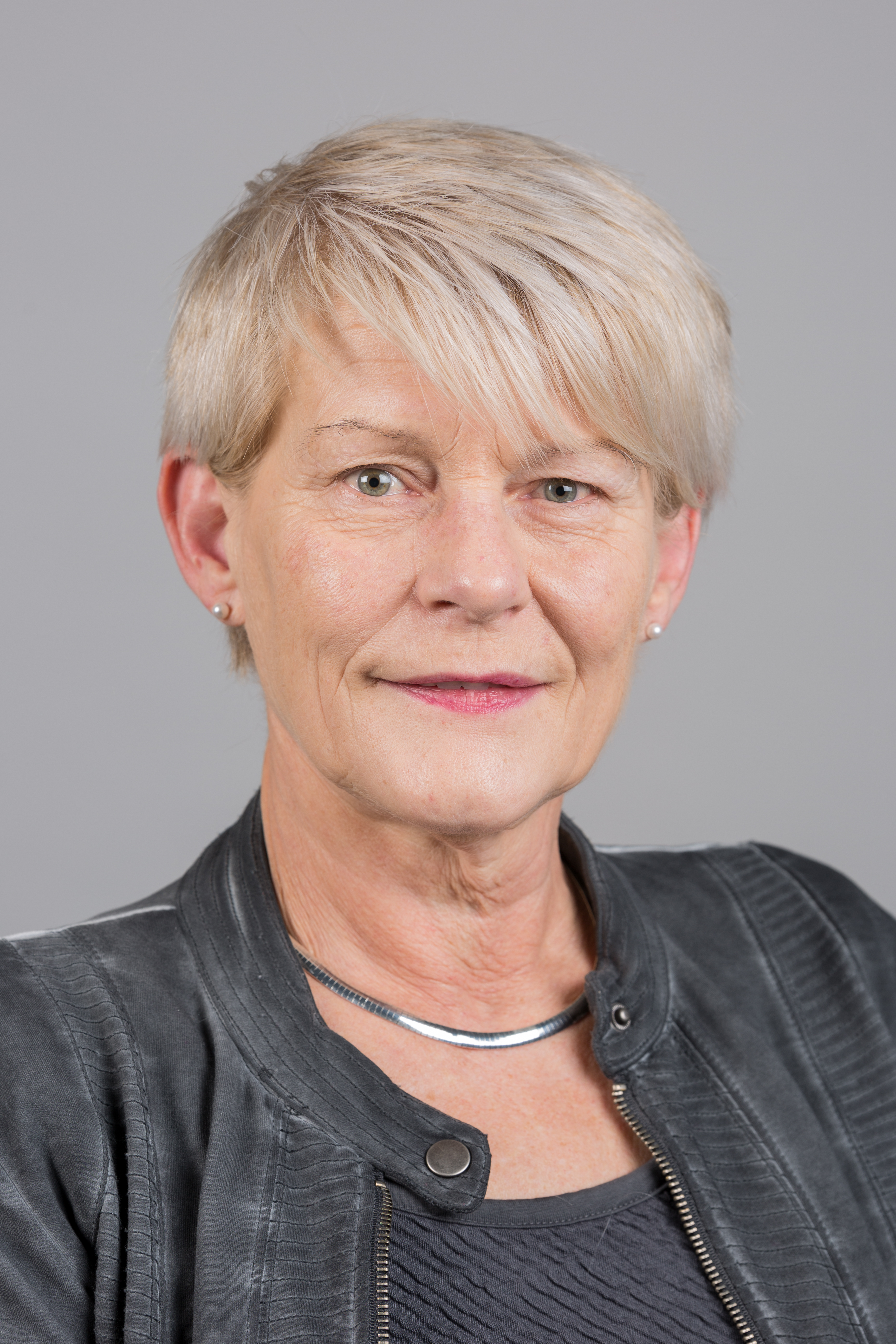
Petra Inge Zais, 2016

Petra Inge Zais (* 22. März 1957 in Steinheidel-Erlabrunn; † 7. Oktober 2021) war eine deutsche Politikerin (Bündnis 90/Die Grünen).

## Leben und Beruf
Petra Zais legte 1975 das Abitur ab, absolvierte anschließend eine Ausbildung als Papiermacherin in der Papierfabrik Antonsthal und arbeitete dort bis 1980. Von 1980 bis 1984 war sie am Lehrstuhl für Politische Ökonomie an der Bezirksparteischule der SED in Mittweida, einer Kaderschmiede des DDR-Regimes, beschäftigt. Von 1985 bis 1987 leitete sie die Bildungsstätte des Stahlgusskombinats Karl-Marx-Stadt und schloss 1987 die akademische Ausbildung als Diplom-Gesellschaftswissenschaftlerin im Fernstudium ab. Von 1987 bis 1989 kehrte sie an die SED-Bezirksparteischule zurück.
Nach Auflösung dieser Partei-Einrichtung während der friedlichen Revolution in der DDR 1989 arbeitete Zais zunächst in einem Kindergarten und als Küchenhilfe in Chemnitz, besuchte dann von 1991 bis 1993 die Euro-Schule in Chemnitz und ließ sich dort zur fremdsprachlichen Wirtschaftsassistentin umschulen. Als solche arbeitete sie von 1993 bis 1994 in einem Unternehmen für Umwelttechnik als Assistentin des Geschäftsführers und von 1994 bis 1999 als Abteilungsleiterin Privatisierung in einem städtischen Wohnungsunternehmen. 2000 ließ sich Zais als Internetsystembetreuerin fortbilden und war anschließend von 2001 bis 2010 als Mobile Beraterin für den Verein Kulturbüro Sachsen tätig. Von 2010 bis 2014 war Zais Geschäftsführerin der Fraktion Bündnis 90/Die Grünen im Chemnitzer Stadtrat.
Petra Zais lebte in Chemnitz, war geschieden und Mutter zweier Kinder.

## Partei und Wahlämter
Von 1977 bis 1990 war Petra Zais Mitglied der SED. Zais selbst bezeichnete sich 2009 mit Blick auf ihre aktive Unterstützung der DDR-Diktatur als „ideologische Stütze des Systems“.
Von 1992 bis 1999 war Petra Zais Mitglied des Stadtrates in Chemnitz, zunächst für die PDS, später für Bündnis 90/Die Grünen. 2009 wurde sie wieder in den Stadtrat gewählt. 2001 kandidierte sie erfolglos für das Oberbürgermeisteramt der Stadt Chemnitz. Zu den Bundestagswahlen 2009 und 2013 wurde Zais jeweils als Direktkandidatin aufgestellt. Beide Male verpasste sie auf Platz 3 der Landesliste den Einzug in den Bundestag.
Über den siebten Platz der Landesliste der Grünen wurde Zais bei der Landtagswahl in Sachsen 2014 zum Mitglied des Sächsischen Landtags gewählt. Sie war dort Mitglied im Ausschuss für Schule und Sport und Sprecherin ihrer Fraktion für Bildung, Arbeitsmarktpolitik, Sport sowie Asyl und Migration. 2019 verzichtete sie auf eine erneute Kandidatur für den Landtag.